# FC2
FC2（エフシーツー）是一家提供域名销售和应用程序开发为主要业务的公司，CEO为日本人高橋理洋。总部位于美国内华达州拉斯维加斯。业务以日语为主。公司名FC2是「ファンタスティック・クピ・クピ」（Fantastic Kupi-Kupi）的缩写。
2024年11月7日，FC2創辦人高橋理洋於關西國際機場遭京都府警察逮捕。

## 服务
提供了包括日語的多种语言的付费或免费的Web服务，例如網頁寄存服務、域名、博客、网络聊天、访问分析、BBS、访问计数器、社交網路服務、共享影片等。其中以博客和个人主页最为有名。
FC2ID（页面存档备份，存于）通过用户管理系统申请一个FC2 ID和密码便能使用其大部分服务项目。FC2视频使用者人数在日本所有视频网站中排第三位。由于它的总部在美国，日本法律无法管理，因此很难删除不当内容。
FC2视频上有许多视频侵犯版权和不适宜未成年人观看，被一些人称为“無法地带”。
FC2設有网络聊天服务，其中成人頻道需18歲以上才能進入，播放者可設定付費或免費讓其他人欣賞。

## 沿革
- 1999年7月 - FC2, Inc.成立[2]
- 2011年
  - 1月 - 收购SayMove!站点管理权[2]
  - 6月 - 收购向日葵动画站点管理权[2]
- 2012年
  - 4月 - 收购アキナジスタ公司[8]
  - 8月 - ザ掲示板开始运营[9]

## 服务列表
- FC2博客
- FC2WIKI
- FC2動画
- SayMove!
- 向日葵动画
- ザ掲示板
- 網站（收费版）
- 访问分析
- 小説
- 访问计数器
- 专用服务器
- 域名
- 社交網路服務
- 移动HP
- 购物车
- 投票
- email表格
- 博客排名
- 图片日记
- 商品信息+视频
- 访问排名
- 出租服务器
- 域名
- 虚拟专用服务器
- BBS
- 拍手
- 口碑广告
- 微博
- 档案
- 投票
- 翻译
- 购物中心
- 联盟网站
- 文本广告
- 社交反垃圾邮件
- 博客迷
- 关键词
- 在线聊天(收费版)

## FC2在中国
FC2自2014年12月3日起被中国大陆防火长城屏蔽，部分服务器无法打开。2017年2月起解除屏蔽，3月底再次被屏蔽。

## 脚注
1. ↑  FC2創業者で同社の支配株主 PDF P8参照
2. 1 2 3 4  FC2. .
3. ↑  .   [2013-04-05]. （原始内容存档于2014-07-04）.
4. ↑  持丸 浩二郎.  . C＆R研究所. 2008: p.14.
5. ↑  . 産経新聞. 2024/11/8  [2024/11/15]. （原始内容存档于2024-12-07）.
6. ↑  .   [2013-04-05]. （原始内容存档于2013-04-24）.
7. ↑  . livedoorNEWS EXドロイド. 2013-03-10  [2013-03-10]. （原始内容存档于2013-03-12）.
8. ↑  FC2総合インフォメーション. . 2012年4月10日  [2013年2月27日]. （原始内容存档于2013年2月27日）.
9. ↑  FC2総合インフォメーション. . 2012年8月1日  [2013年2月27日]. （原始内容存档于2013年2月27日）.